# 1020-е годы до н. э.
1020-е (ты́сяча двадца́тые) го́ды до на́шей э́ры по пролептическому юлианскому календарю — промежуток времени с 1 января 1029 года до н. э. по 31 декабря 1020 года до н. э., включающий с 1029 по 1021 годы 8-го десятилетия  и 1020 год 9-го десятилетия XI века 2-го тысячелетия до н. э. Им предшествовали 1030-е годы до н. э., за ними следовали 1010-е годы до н. э. Они закончились 3045 лет назад.

## События
- 1027 год до н. э. — Династия Чжоу сменила династию Шан в Китае.
- 1026 год до н. э. — царь Саул основывает Израильское царство[источник не указан 3467 дней].
- 1025 год до н. э. — окончание микенской эпохи[источник не указан 3467 дней].
- 1020 год до н. э. — разрушение Трои[источник не указан 3467 дней].